# Strada București din Chișinău
Strada București (în secolul al XIX-lea - începutul secolului al XX-lea – str. Podolskaia, Împăratului Nicolae al II-lea, între 1924-1944 – str. Ion C. Brătianu, în 1944-1970 – str. Podolskaia, în 1970-1990 – str. Iskra) este o stradă din centrul istoric al Chișinăului. 
De-a lungul străzii sunt amplasate o serie de monumente de arhitectură și istorie (casa individuală, nr. 9, casa de raport, nr. 30, casa cu pasaj comun, nr. 31, casa cu pasaj comun, nr. 34, casa de raport, nr. 35, casa individuală, nr.46, casa sculptorului Alexandru Plămădeală, casa de raport a lui Șapiro-Rosenfeld, conacul urban Rîșcanu-Derojinschi, casa pictorului Moisei Gamburd, clădirea fostului gimnaziu pentru fete al zemstvei basarabene, casa de raport cu magazin la parter, nr. 67, vila urbană, nr. 72, vila urbană, nr. 76, conacul urban al țarinei Fominișna Dolivo-Dobrovolski, casa individuală, nr. 93, clădirea fostei clinici de boli oftalmice, fondată de medicul Iulia Kviatkovski și altele), precum și clădiri administrative (Colegiul Național de Coregrafie, Palatul Republicii, sediul Mitropoliei Chișinăului și a întregii Moldove, Stadionul Dinamo, fostul Stadion Republican, sediul Ambasadei Franței, sediul Ambasadei României etc.). 
Strada începe de la intersecția cu str. Alexei Șciusev, intersectând alte 15 artere și încheindu-se cu bd. Dacia. 

## Legături externe
- Strada București din Chișinău la wikimapia.org